# HMAS Voyager (D31)
Pour les autres navires du même nom, voir HMAS Voyager.
Le HMAS Voyager (pennant number : D31/I31), ex-HMS Voyager (G36/G16/D31), était un destroyer de classe W de la Royal Navy (RN) puis de la Royal Australian Navy (RAN). Mis en service dans la Royal Navy en 1918, le destroyer y est resté en service jusqu’en 1933, date à laquelle il a été transféré à la RAN. Remis en service par cette dernière, le Voyager a servi durant la Seconde Guerre mondiale sur les théâtres de mer Méditerranée et de l’océan Pacifique jusqu’au 23 septembre 1942, date à laquelle il s’est échoué alors qu’il tentait d’amener des troupes au Timor. Le navire a été endommagé par des bombardiers japonais alors qu’il tentait de se renflouer, puis il a été sabordé par son équipage.

## Conception
Le HMS Voyager était un destroyer de classe W, construit pour la Royal Navy pendant la Première Guerre mondiale. Le navire avait un déplacement de 1 100 tonnes à charge standard et de 1 470 tonnes à pleine charge. Il avait une longueur hors-tout de 95,13 m et une longueur totale de 91 m entre perpendiculaires, avec un maître-bau de 8,99 m et un tirant d'eau maximal de 4,44 m. Sa propulsion consistait en trois chaudières Yarrow Shipbuilders, alimentant deux turbines Brown-Curtis, qui fournissaient 27 000 ch (20 000 kW) aux deux arbres d'hélice. La vitesse maximale prévue était de 34 nœuds (63 km/h). Le Voyager avait une autonomie de 2 600 milles marins (4 800 km) à 15 nœuds (28 km/h). L’équipage du navire se composait de 6 officiers et 113 marins.
Lors de son lancement, l’armement principal du HMS Voyager se composait de quatre canons de 4 pouces QF Mark V. Ils ont été complétés par un canon de marine de 2 livres QF à quatre tubes et cinq mitrailleuses de .303 British de différents types. Le destroyer était également équipé de deux affûts de 3 tubes lance-torpilles de 21 pouces (533 mm), de deux rampes de largage de charges de profondeur et de quatre lanceurs de charges de profondeur. Les modifications ultérieures apportées à son armement comprenaient l’installation d’un deuxième canon de 2 livres et de deux canons de 20 mm Oerlikon, ainsi que le retrait de l’un des affûts de tubes lance-torpilles.
La quille du HMS Voyager a été posée par Alexander Stephen and Sons à leur chantier naval de Glasgow, en Écosse, le 17 mai 1917. Il a été lancé le 8 mai 1918. Le destroyer a été mis en service dans la Royal Navy le 24 juin 1918, le jour de son achèvement. Le HMS Voyager était le seul navire de sa classe qui portait un nom commençant par « V » : le reste de la classe W avait des noms commençant par « W ».

## Engagements

### Transfert vers la Royal Australian Navy
En 1933, l’Amirauté britannique décida de remplacer cinq destroyers de classe S (en) prêtés à la Royal Australian Navy par cinq destroyers plus performants mais légèrement plus anciens. Le HMS Voyager était l’un des cinq navires sélectionnés, et il a été mis en service dans la RAN à Portsmouth le 11 octobre 1933. Les cinq navires sont arrivés en Australie le 21 décembre 1933, et le HMAS Voyager a entrepris des tâches de routine en temps de paix, jusqu’à ce qu’il soit placé en réserve le 14 avril 1936. Le destroyer a été remis en service le 26 avril 1938 et il a participé à des croisières d’entraînement jusqu’au début de la Seconde Guerre mondiale.

### Seconde Guerre mondiale
Le 14 octobre 1939, le HMAS Voyager quitte Sydney. Il était à l’origine destiné à la flottille basée à Singapour, mais en route, il a été décidé que les navires seraient plus utiles en mer Méditerranée. L’arrivée en Méditerranée de la flottille de destroyers australiens a été accueillie avec dérision en Allemagne nazie, le ministre de la propagande Joseph Goebbels se référant au Voyager et à ses navires jumeaux comme « la flottille de ferraille de l’Australie », un surnom que les navires ont rapidement adopté.
Le HMAS Voyager a commencé ses opérations le 1er janvier 1940, initialement en tant qu’escorteur de convois, opérant à partir d’Alexandrie. Le navire a été amarré à Malte pour être refondu en avril. Le 13 juin et de nouveau le 19 juin, le HMAS Voyager attaqua des sous-marins ennemis sans succès, mais le 27 juin, avec les destroyers britanniques Dainty, Ilex, Decoy et Defender, il attaqua le sous-marin italien Console Generale Liuzzi au large de la Crète, forçant les Italiens à se rendre et à saborder leur navire. Deux jours plus tard, les navires alliés rencontrent le sous-marin italien Uebi Scebeli et le coulent après avoir capturé l’équipage,. Le 9 juillet, le HMAS Voyager est impliqué dans la bataille de Calabre, en tant qu’escorteur du porte-avions HMS Eagle. Un jour plus tard, il est affecté à l’escorte d’un convoi de Malte à Alexandrie. 
Le 23 juillet 1940, il y a eu une brève mutinerie à bord du destroyer, lorsque 12 marins se sont assis à l’extérieur de leur mess et ont refusé de se déplacer jusqu’à ce que leur problème soit résolu. Deux questions alternatives ont été décrites comme la source de la protestation : l’une était l’état de l’armement du navire, qui n’était pas configuré pour la lutte antiaérienne, l’autre était l’ordre de repeindre le navire en camouflage, ce qui aurait empêché toute chance de sortir à terre. Le capitaine est venu voir les marins et a résolu leur problème par la discussion. Il n’a fait aucun rapport officiel sur la cause de la mutinerie ou sa résolution, et n’a également porté aucune accusation contre ses marins. Le destroyer est resté près d’Alexandrie jusqu’en septembre, date à laquelle il est retourné à Malte pour être réaménagé. En octobre, le HMAS Voyager a transporté des fournitures pour aider à établir une base en Crète à la suite de l’invasion italienne de la Grèce. Le reste de l’année 1940 a été consacré à l’escorte des convois de Malte et au soutien des forces terrestres impliquées dans la campagne de Libye.
En mars 1941, le HMAS Voyager participe à l’opération Lustre, l’acheminement de renforts alliés en Grèce. Le retournement de la bataille contre les Alliés en avril a nécessité l’évacuation de la plupart de ces forces. Ce fut l’opération Démon. Le 21 avril, le HMAS Voyager était à Nauplie, et il a réalisé l’évacuation de 301 personnes, dont 160 infirmières. À la suite de cela, le navire s’est impliqué dans le Tobruk Ferry Service et a effectué 11 trajets vers la ville assiégée de Tobrouk avant que des problèmes de moteur ne l’obligent à se retirer en juillet. Le HMAS Voyager a navigué jusqu’à Sydney pour être réaménagé. Ce fut le premier navire de la Flottille de ferraille à quitter la Méditerranée,. Après l’achèvement de son carénage, qui a duré de septembre 1941 à mars 1942, le HMAS Voyager a commencé à escorter des convois dans les eaux australiennes.

### Perte
Après la prise de Timor par les Japonais en février 1942, et malgré les premières apparences selon lesquelles tous les soldats alliés avaient été capturés ou tués, il est devenu évident que la 2/2nd Compagnie indépendante, soutenue par d’autres troupes australiennes et néerlandaises survivantes, menait une campagne de guérilla contre les Japonais,. À la fin de 1942, un service d’approvisionnement aléatoire a commencé, et le Voyager s’est impliqué lorsqu’un débarquement important de troupes fraîches (400 commandos de la 2/4th Independent Company) et l’évacuation du 2/2nd, plus toutes les femmes et les enfants portugais, ont été planifiés pour septembre 1942. Le besoin d’un navire de grande capacité, de la vitesse et de la surprise nécessitant l’utilisation d’un destroyer,.
Le 2/4th embarqua à Darwin le 22 septembre 1942, avec des approvisionnements et des barges de débarquement pour les transporter à terre. Le lieu de débarquement prévu était la baie de Betano, où le HMAS Voyager a jeté l’ancre à 18h30 le 23 septembre. La position du destroyer n’était pas la meilleure, et alors que les soldats commençaient à débarquer du côté bâbord dans les barges, le commandant du Voyager décida de réorienter le navire. Alors que l’ancre était levée, la force du courant a poussé le navire vers le rivage. Incapable d’utiliser l’arbre d'hélice bâbord pour éloigner le destroyer du rivage, car la péniche de débarquement aurait alors été aspirée par l’hélice, le commandant a tenté de redresser le HMAS Voyager avec le seul arbre tribord. Le Voyager n’a pas pu terminer le virage, et le navire s’échoua par la poupe. Les tentatives d’alléger le navire et de le remettre à flot ont échoué, et à la marée haute du lendemain matin, les arbres d’hélice et la poupe étaient encastrés dans le sable.
Le 24 septembre, à 13 h 30, le navire échoué a été repéré par deux avions japonais. Le bombardier a abattu, mais le chasseur d'escorte s’est échappé pour faire son rapport,. À 16h00, un vol de bombardiers japonais attaqua le navire et la plage,. Le destroyer a été endommagé au-delà de toute tentative de réparation, et bien qu’aucun membre de l’équipage du navire n’ait été blessé, leur approvisionnement en alcool – qui avait été ramené à terre lors des tentatives de renflouement – a été détruit par une bombe. Après l’attaque aérienne, l’équipage du HMAS Voyager a signalé à Darwin la perte du navire et demandé son évacuation. Ils ont été récupérés par les corvettes Kalgoorlie et Warrnambool à 20 h 00 le 25 septembre,.
Le service en temps de guerre du destroyer est reconnu par sept honneurs de bataille : « Darwin 1942 », « Calabre 1940 », « Libye 1940-41 », « Grèce 1941 », « Crète 1941 », « Méditerranée 1941 » et « Pacifique 1942 »,